# Блумфилд, Леонард
Ле́онард Блу́мфилд (англ. Leonard Bloomfield; 1 апреля 1887, Чикаго — 18 апреля 1949, Нью-Хейвен, Коннектикут) — американский лингвист, профессор, один из основателей дескриптивного направления структурной лингвистики, один из выдающихся лингвистов XX века, автор трудов по индоевропеистике, тагальскому языку, алгонкинским языкам, общей морфологии, общей теории языка.

## Биография
Родился в семье австрийских евреев, эмигрировавших в Чикаго из Силезии. Дядя Блумфилда Морис Блумфилд был филологом, специалистом по Ведам, тётя Фанни Блумфилд-Цейслер — известной пианисткой.
Учился в университетах Гарварда, Висконсина и Чикаго, преподавал в университетах Цинциннати (1908—1909) и Иллинойса (1910—1913). Первоначально специализировался как индоевропеист и германист, стажировался в Германии (в университетах Лейпцига и Геттингена); после возвращения из Германии преподавал немецкий язык и другие дисциплины в университетах Иллинойса, Огайо (с 1921) и Чикаго (с 1928); с 1940 года — в Йельском университете, занимается проблемами английской фонетики и (особенно во время войны) методикой преподавания иностранных языков.
Один из основателей Американского лингвистического общества (1924).

## Вклад в науку
Ранние работы Блумфилда (в частности, по санскриту и индоевропейским языкам) находятся в целом в русле классических сравнительно-исторических исследований конца XIX века. Постепенный отход от этой проблематики был вызван интересом Блумфилда к неиндоевропейскими языкам — в 1910-е годы к тагальскому, в 1920—1930-е годы — к индейским языкам алгонкинской семьи, описанием которых он занимался до конца жизни (Блумфилд считается одним из основателей синхронного и сравнительно-исторического изучения языков этой семьи как целого).
В 1933 году вышла его главная книга «Язык» (первоначальный вариант этой работы был опубликован ещё в 1914), ставшая (наряду с трудами Соссюра, Сепира, Трубецкого и Ельмслева) одной из самых известных лингвистических работ первой половины XX века и сыгравшая роль теоретического манифеста американского дескриптивизма — течения, безраздельно господствовавшего в лингвистике США вплоть до конца 1950-х годов. В этой работе Блумфилд ввёл понятие тагмемы как наименьшей функциональной единицы грамматической структуры языка. Более поздняя теоретическая работа Блумфилда («Лингвистические аспекты науки», 1939), однако, не получила столь же значительного резонанса. Из его работ конца 1930-х — начала 1940-х годов наиболее значительными считаются исследования по грамматике алгонкинского языка меномини. В них Блумфилд выступил (одновременно с Н. С. Трубецким) как один из основоположников теоретической морфонологии, опирающейся на языковые модели элементно-процессного типа (этот тип моделей впервые был использован ещё в грамматике Панини, которую Блумфилд хорошо знал и исследованию которой посвятил ряд ранних статей).

## Основные публикации
- Introduction to the Study of Language (англ.). — New York: Holt and Co, 1914. — ISBN 90-272-1892-7.
- Tagalog texts with grammatical analysis. Urbana, Illinois, 1917 — U. of Illinois studies in language and literature, 3.2-4. (соавтор: Alfredo Viola Santiago).
- Menomini Texts. New York, 1928. — American Ethnological Society Publications 12. — ISBN 0-404-58162-5.
- Language (англ.). — New York: Holt and Co, 1933. — ISBN 0-226-06067-5. — ISBN 90-272-1892-7. 
  - русский перевод: Блумфилд Л. Язык. — М., 1968.
- Menomini morphophonemics // Travaux du Cercle Linguistique de Prague. — 1939. — № 8. — С. 105—115.
- Linguistic aspects of science (англ.). — Chicago: University of Chicago Press, 1939.
- Outline guide for the practical study of foreign languages (англ.). — Baltimore, 1942.
- The Menomini language (англ.). — New Haven: Yale University Press, 1962.
- A Leonard Bloomfield Anthology / Charles F. Hockett (ed.). — Bloomington: Indiana University Press, 1970. — ISBN 0-226-06071-3.

## Публикации о нём
- Hall, Robert A. Jr. Leonard Bloomfield: Essays on his life and work. Amsterdam: Benjamins 1987. — ISBN 90-272-4530-4.
- Hockett, Charles F. Leonard Bloomfield: after fifty years // Historiographia linguistica 1999, 26/3, 295—311.
- Fought, John G. Leonard Bloomfield’s linguistic legacy: later uses of some technical features // Historiographia linguistica 1999, 26/3, 313—332.